# Буцыков, Иван Иванович
Иван Иванович Буцыков (1907—1988) — полковник Советской Армии, участник Великой Отечественной войны, Герой Советского Союза (1943).

## Биография
Иван Буцыков родился 14 (по новому стилю — 27) мая 1907 года в селе Волчанка (ныне — Красноармейский район Самарской области) в семье крестьянина. Окончил семь классов школы, работал в колхозе. В 1929 году был призван на службу в Рабоче-крестьянскую Красную Армию. В 1931 году вступил в ВКП(б). В 1933 году Буцыков окончил Ленинградское артиллерийское училище, в 1940 году — артиллерийские курсы усовершенствования офицерского состава. С начала Великой Отечественной войны — на её фронтах. К сентябрю 1943 года гвардии подполковник Иван Буцыков командовал 34-м гвардейским артиллерийским полком 6-й гвардейской стрелковой дивизии 13-й армии Центрального фронта. Отличился во время битвы за Днепр.
21 сентября 1943 года в районе села Теремцы Чернобыльского района Киевской области Украинской ССР Буцыков организовал переправу своего полка на плотах, а затем сходу ввёл из в бой, что обеспечило успешные захват и удержание плацдарма на западном берегу Днепра. 25 сентября к юго-востоку от Чернобыля полк Буцыкова переправился через Припять и своим огнём содействовал советским стрелковым частям в удержании плацдарма.
Указом Президиума Верховного Совета СССР от 16 октября 1943 года за «образцовое выполнение боевых заданий командования на фронте борьбы с немецкими захватчиками и проявленные при этом мужество и героизм» гвардии подполковник Иван Буцыков был удостоен высокого звания Героя Советского Союза с вручением ордена Ленина и медали «Золотая Звезда» за номером 1798.
После окончания войны Буцыков продолжил службу в Советской Армии. В 1953 году он окончил Высшую артиллерийскую школу. В 1954 году в звании полковника Буцыков был уволен в запас. Проживал в городе Фастове, умер в 1988 году.
Был также награждён тремя орденами Красного Знамени, орденами Суворова 3-й степени, Отечественной войны 1-й степени и Красной Звезды, а также рядом медалей.